# Julie Lindahl
Julie Lindahl, född Catterson 6 januari 1967 i Rio de Janeiro i Brasilien, är en amerikansk-brittisk-svensk författare, bosatt i Sverige.

## Biografi
Julie Lindahl har en Bachelor of arts från Wellesley College i engelsk litteratur och en Master of Philosophy i internationella relationer från Oxfords universitet. Åren 1988–1989 var hon Fulbright-stipendiat vid universitetet i Frankfurt med inriktning internationella relationer. Under 1990-talet arbetade hon som management-konsult med affärsutveckling samt med  analyser av internationella biståndsinsatser, bland annat för Asian Development Bank, EU, Världsbanken och svenska Sida.
Hon har blivit speciellt uppmärksammad för sin bok Pendeln (engelska: The Pendulum), där hon utforskar sin familjs förflutna med en morfar som tidigt gick med i nazistpartiet och SS. Hon anger som en drivkraft för bokens tillkomst att "när en generation ansvarig för ondskefulla handlingar frånsäger sig sin skuld kryper den försåtligt in i hjärtan och sinnen hos barn och barnbarn". Recensenten Per Andersson skriver "Hur det där fungerar – när den icke-erkända skulden går i arv, hur barnets liksom hjälplösa kärlek till sina närstående blir ett utpressningsverktyg – lyckas Julie Lindahl i sin bok göra plågsamt levande och konkret".
Lindahl har uppmärksammats av National Public Radio i USA i det prisbelönade programmet Beyond Sides of History (2017/2018) och i det senare programmet Quiet is Best (2019). Hon reser och talar både i Sverige och USA, och är grundaren till ideella föreningen Stories for Society som arbetar med förnyelsen av berättelsens konst för social förändring, särskilt bland ungdomar. Hon är också initiativtagare till Voices Between: Stories Against Extremism, ett nätverk av författare motiverade av minnet av Förintelsen med syfte att bygga broar och öka förståelsen genom berättelser. 
Lindahls tidigare böcker fokuserar på nordisk-svensk kultur och natur och hennes upplevelse av att bo på en svensk ö i många år med sin familj. Hennes första bok, On My Swedish Island: Discovering the Secrets of Scandinavian Well-being publicerades 2005 av Tarcher Penguin i USA. Hon hade en tid en egen kolumn Letter from the Island i tidningen Nordstjernan. Hennes memoarer, Rose in the Sand, om de nio åren hon bodde på en isolerad svensk ö med sin unga familj, publicerades genom ett pris från Gather.com, USA:s då största online sociala plattform för författare och andra litteraturintresserade.
Julie Lindahl är gift med Claes Lindahl.